# 원국봉행
원국봉행(일본어: 遠国奉行 온고쿠부교[*])은 에도 막부의 직책 중 하나이다. 에도가 아닌 막부직할령(천령) 중 중요한 위치에 설치되었고, 그 땅의 정무를 다룬 부교 (관직), 역방(役方)으로 분류된다.

## 개요
온고쿠부교는 에도 막부 말기 당시 교토 마치부교, 오사카 마치부교, 슨푸 마치부교의 각 마치부교과 나가사키 부교, 후시미 부교, 야마다 부교, 닛코 부교, 나라 부교, 사카이 부교, 사도 부교, 우라가 부교, 시모다 부교, 니가타 부교, 하코다테 부교, 가나가와 부교, 효고 부교의 각 부교들의 총칭이다. 후시미 부교는 다이묘가, 다른 곳은 하타모토가 임명되었다.
로주의 지배 하에서 부용 간 힐석은 제 대부와 같은 역할이었다. 1000석에서 2000석까지 임지에 따라 다르며, 녹봉이 지급되기도 했다.
온고쿠 판사의 관할 지역을 부교지행소라고 불렀다. 1868년 게이오 4년에 에도 막부가 무너지면 그해 1월부터 4월까지 메이지 정부에 의해 나가사키, 교토, 오사카, 사도, 니가타, 하코다테, 가나가와, 효고에 법원이 설치되었다. 법원은 5월부터 9월까지 부로 개편되었다. (그러나 사도, 효고는 현). 또한 야마다, 나라는 법원을 거치지 않고 와타라이 부, 나라 현이 설치되었다. 또한 에도는 7월 에도 부가 설치되어 9월에 도쿄 부로 개칭했다.
1869년 7월 17일, 부의 명칭은 도쿄부, 오사카부, 교토부 한정으로 한 태정관 포고를 통해 나가사키 부, 와타라이 부, 나라 부 (나라현에서 개칭), 니가타 부(치고 부에서 개칭), 하코다테 부, 가나가와 부는 현으로 개칭되었다. 그중 나가사키, 교토, 오사카, 나라(일시적으로 사카이 현에 편입), 니가타, 가나가와, 효고의 각 부현은 현재도 존속하고 있으며, 온고쿠부교이 사실상 그 전신에 해당한다고 할 수 있다.

## 원국봉행 목록
마쓰마에 부교까지 막말 시점에서의 서열 순서, 후신은 관할 지역을 기준으로 한 것이며, 행정 기관으로의 후신이 아닌 것도 있다.
| 명칭            | 설치                  | 폐지                 | 후신                    | 비고 |
| --------------- | --------------------- | -------------------- | ----------------------- | --- |
| 나가사키 부교   | 게이초 8년（1603년）  | 게이오 3년（1867년） | 나가사키 재판소         | |
| 교토 마치부교   | 간분8년（1669년）     | 게이오 3년（1867년） | 교토 재판소 오쓰 재판소 | |
| 오사카 마치부교 | 겐나5년（1619년）     | 게이오 3년（1867년） | 오사카 재판소           | |
| 후시미 부교     | 겐나 6년（1620년）    | 게이오 3년（1867년） | 교토 마치부교（통합）   | 후시미의 마치 정무, 기즈가와의 선박의 단속 및 교토 마치부교과 함께 오미국, 단바국의 사법, 행정을 관할                                           |
| 야마다 부교     | 게이초 8년（1603년）  | 게이오 4년（1868년） | 와타라이 부             | |
| 닛꼬 부교       | 겐로쿠 13년（1700년） | 게이오 4년（1868년） | 닛코겐（편입）          | 도쇼구, 도구카와 이에미스의 묘를 관리, 닛꼬 산의 연중행사를 관할. 간세이 3년（1791년）이후에는 닛꼬 지방관이 직권을 겸임하여 닛꼬령을 직접 지배 |
| 나라 부교       | 게이초 18년（1613년） | 게이오 4년（1868년） | 나라현                  | 교토소사대의 지휘 하에 나라의 마치 정무와 사찰을 관할                                                                                           |
| 사카이 부교     | 게이초 5년（1600년）  | 겐로쿠 9년（1696년） | 오사카 마치부교（통합） | |
| 사카이 부교     | 겐로쿠 15년（1702년） | 게이오 2년（1867년） | 사카이 현               | 재설치, 행정 기관으로서의 후신은 오사카 마치부교                                                                                                |
| 슨푸 마치부교   | 간에이 9년（1632년）  | 게이오4년（1868년）  | 슨푸번                  | 아래 참조 폐지 시기가 있다. |
| 사도 부교       | 게이초 6년（1601년）  | 게이오4년（1868년）  | 사도 재판소             | |
| 우라가 부교     | 교호 5년（1720년）    | 게이오4년（1868년）  | 요코하마 재판소（편입） | 아래 참조 |
| 시모다 부교     | 겐나 2년（1616년）    | 교호5년（1720년）    | 우라가 부교（이전）     | 아래 참조 |
| 시모다 부교     | 덴포 13년（1842년）   | 덴포 15년（1844년）  | 우라가 부교（통합）     | 재설치 |
| 시모다 부교     | 가에이 7년（1854년）  | 만엔 원년（1860년）  | 우라가 부교（통합）     | 재설치 |
| 하네다 부교     | 덴포 13년（1842년）   | 고카원년（1844년）   | -----                   | |
| 니가타 부교     | 덴포 14년（1843년）   | 게이오4년（1868년）  | 재판소                  | 아래 참조 |
| 하코다테 부교   | 교와 2년（1802년）    | 분카 4년（1807년）   | 마쓰마에 부교（이전）   | 아래 참조, 설치 당시의 명칭은 에조 부교. |
| 하코다테 부교   | 안세이3년（1856년）   | 게이오4년（1868년）  | 하코다테 재판소         | 재설치, 아래 참조 |
| 마쓰마에 부교   | 분카4년（1807년）     | 분세이 5년（1822년） | ----                    | 마쓰마에번의 복(상위복)령에 따른 폐지. |
| 오쓰 부교       | 겐나원년（1615년）    | 교호 7년（1722년）   | 교토 마치부교（통합）   | |
| 시미즈 부교     | 겐나7년（1621년）     | 겐로쿠 9년（1696년） | 슨푸 마치부교（통합）   | 스루가만의 경비를 관할. 예하에 수병 50명이 소속. 직무는 슨푸 마치부교이 계승.                                                                   |
| 가나가와 부교   | 안세이 6년（1859년）  | 게이오 4년（1868년） | 요코하마 재판소         | |
| 효고 부교       | 겐지 원년（1864년）   | 게이오원년（1865년） | ----                    | 아래 참조 |
| 효고 부교       | 게이오3년（1867년）   | 게이오4년（1868년）  | 효고 재판소             | 재설치 |